# Mark Pryor
Mark Lunsfort Pryor (Fayetteville (Arkansas), 10 januari 1963) is een Amerikaanse politicus van de Democratische Partij. Hij was senator voor Arkansas van 2003 tot 2015.. Daarvoor was hij de procureur-generaal van Arkansas van 1999 tot 2003.
Pryor werd geboren als de zoon van een voormalig gouverneur en senator. Hij behaald zijn graad in de rechten aan de Universiteit van Arkansas en was daarna van 1991 tot 1994 lid van het Huis van Afgevaardigden voor de staat Arkansas. In 1998 werd hij gekozen als procureur-generaal van die staat.
In 2001 stelde Pryor zich kandidaat voor de Senaat. Zijn opponent was zittend senator Tim Hutchinson, de eerste gekozen Republikein in Arkansas sinds de Amerikaanse Burgeroorlog. Pryor versloeg hem in 2002 met 53% tegen 47% van de stemmen. In 2014 verloor Pryor zijn senaatszetel aan de Republikein Tom Cotton.

## Trivia
- Pryor komt voor in de satirische documentaire Religulous uit 2008 waarin hij aangeeft creationist te zijn.

- Gemeinsame Normdatei: 1202462073
- International Standard Name Identifier: 0000 0004 0995 9322
- Library of Congress Control Number: no2013063562
- Biographical Directory of the United States Congress: P000590
- Virtual International Authority File: 304212543
- WorldCat: E39PBJcwx4wmKPcX98hpth89jC